# Spathipheromyia albiceps
Spathipheromyia albiceps är en tvåvingeart som beskrevs av Malloch 1934. Spathipheromyia albiceps ingår i släktet Spathipheromyia och familjen husflugor. Inga underarter finns listade i Catalogue of Life.